# Cnemaspis dickersoni
Cnemaspis dickersoni este o specie de șopârle din genul Cnemaspis, familia Gekkonidae, descrisă de Schmidt 1919. Conform Catalogue of Life specia Cnemaspis dickersoni nu are subspecii cunoscute.